# 363
363 (CCCLXIII) je bilo navadno leto, ki se je po julijanskem koledarju začelo na sredo.

## Dogodki
- 18.–19. maj - Galilejo in okoliške regije prizadane katastrofalen potres

## Smrti
- * Julijan Odpadnik, 63. cesar Rimskega cesarstva (* 331)